# Буда Вовчківська
Бу́да Вовчківська — село в Україні, у Поліській селищній територіальній громаді Вишгородського району Київської області. Населення становить 36 осіб. 

## Історія
До 2020 село входило в склад Поліського району. З 19 липня 2020 входить до складу Вишгородського району Поліської селищної громади.

### Російське вторгнення в Україну (з 2022)
У лютому 2022 року після наступу російських військ на Київщині опинилася під окупацією. Була визволена Збройними силами України під час відступу російських військ з Півночі України у квітні того ж року.

## Населення

### Мова
Розподіл населення за рідною мовою за даними перепису 2001 року:
| Мова                | Кількість | Відсоток |
| ------------------- | --------- | -------- |
| українська          | 32        | 91.67%   |
| російська           | 1         | 2.78%    |
| польська            | 1         | 2.78%    |
| інші/не визначилися | 1         | 2.77%    |
| Усього              | 36        | 100%     |